# 谢尔盖·特列季亚科夫

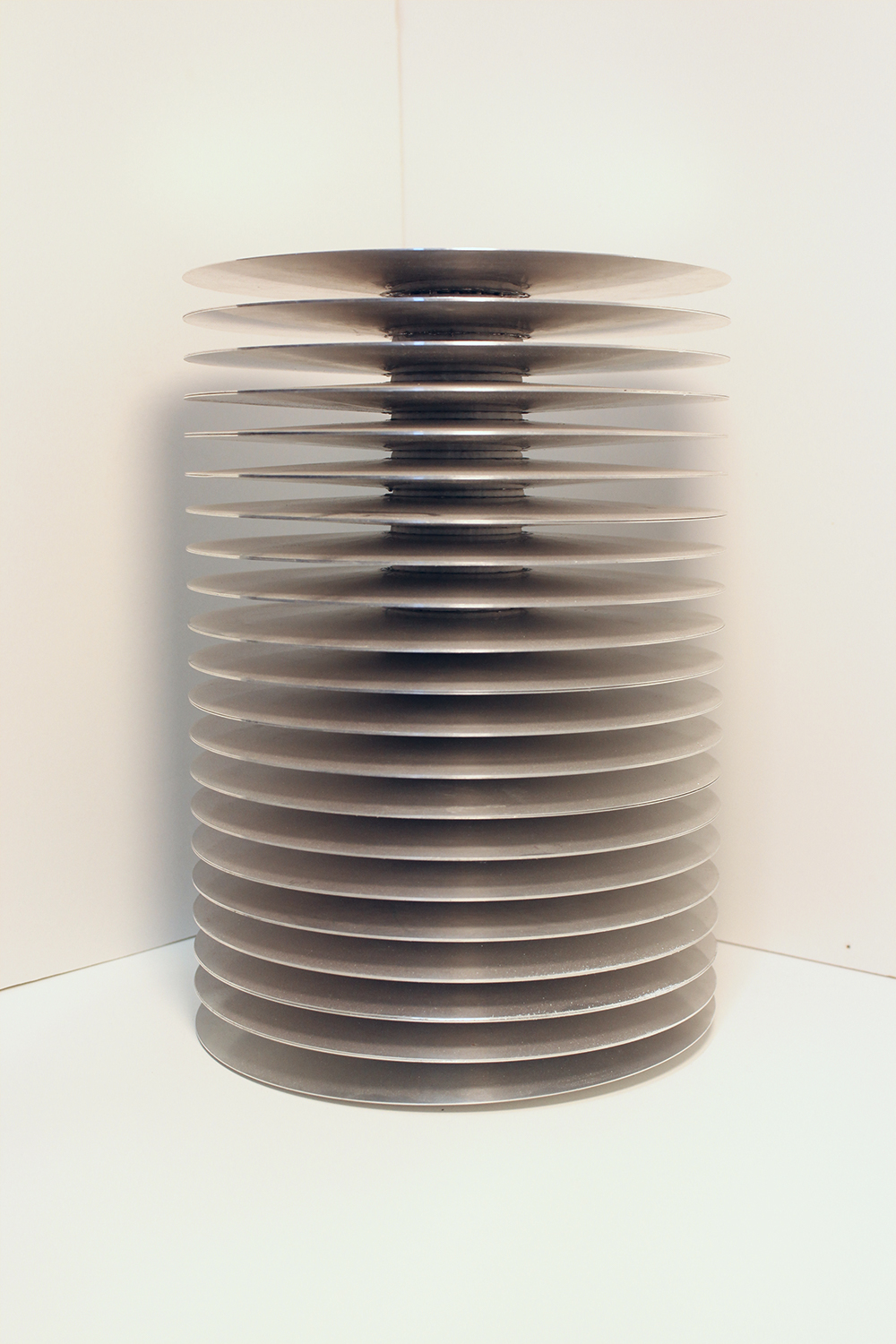
在谢尔盖·特列季亚科夫團隊製造的實驗寬帶電磁斗篷照片。內金屬圓筒由外金屬板遮蓋。

谢尔盖·特列季亚科夫（俄語：Серге́й Анато́льевич Третьяко́в，羅馬化：Sergei Anatolyevich Tretyakov，IPA：[sʲɪrˈɡʲej ɐnɐˈtolʲjɪvʲɪtɕ trʲetʲæˈkof]，1956年—），俄罗斯-芬兰籍电磁科学家、国际电气电子工程师协会（IEEE）会士、國際電磁科學院院士、美国光学学会（OSA）高级会员、戈梅利州立大学荣誉博士。研究领域包括电磁理论、复杂介质电磁学与微波工程等。现为芬兰阿尔托大学（前身为赫尔辛基理工大学）电子与纳米工程学系终身教授，其主要研究方向为超材料与超表面的理论及应用。曾任欧盟人工电磁材料与超材料协会（Metamorphose VI）主席以及国际超材料会议（Metamaterials Congress) 总主席（2007年至2013年）。

## 教育经历
特列季亚科夫于1980年取得苏联列宁格勒理工学院的无线电物理工程师学位，又于1987年获得该校的物理数学理学博士学位。他于1994年取得俄罗斯教育部颁发的教师资格，随后又在圣彼得堡国立技术大学获得物理数学理学博士学位（1995年），并于1997年获得俄罗斯教育部颁发的终身教授资格。

## 学术经历
从1980年开始，作为一名年轻的科研工作者，特列季亚科夫在列宁格勒理工学院无线电物理学系工作学习。1986年，他被晋升为助理教授，并于1989年晋升为副教授。1988年10月，在芬兰与苏联教育部的交流项目的资助下，特列季亚科夫以访问学者的身份赴赫尔辛基理工大学（2010年起更名为阿尔托大学）进行为期十个月的访问研究工作。在之后的八年时间里，他与赫尔辛基理工大学的电磁实验室建立了紧密的合作关系，并共事与著名理论电磁学家 Ismo Lindell 教授与 Ari Sihvola 教授。于此同时，他与圣彼得堡国立技术大学的 Constantin Simovski 教授建立了合作研究。1994年，特列季亚科夫教授以访问科学家的身份在 CEA Cesta（法国原子能和替代能源委员会研究中心）及波尔多大学进行为期六个月的访问研究。1996年，他被晋升为圣彼得堡国立技术大学的终身教授，同时担任复杂介质电磁实验室的首席科学家。1999年1月到2000年6月，他又赴赫尔辛基理工大学电磁实验室进行交流研究。2000年8月，他被赫尔辛基理工大学任命为终身教授。之后，他又以访问教授的身份赴德国耶拿大学的阿贝光子中心（2013年6月至7月）以及丹麦科技大学的光子工程学系（2013年1月至4月）进行合作研究。

## 研究成果
特列季亚科夫发表过280多篇学术论文、22本学术著作（其中5本为第一作者）。他的研究事业开始于本科学位论文，研究课题为周期性金属线的散射特性，现在这种周期性结构被称作超表面或者是二维超材料。在博士学习期间，他的研究课题是基于铁氧体的各向异性结构。第一次赴赫尔辛基理工大学的访问研究激发了他对复杂电磁材料（即超材料）的兴趣。此后，他将所有的精力集中于超材料的研究并取得了卓越的成果。他的主要研究成果包括：

### 手性材料的电磁特性及双各向异性介质
特列季亚科夫对双各向异性介质的研究及发展做出了及其重要的贡献。他与他的合作者们建立了双各向异性材料的完整电磁理论体系，并且在理论及实验上首次证明了非互易的双各向异性散射体：特里更散射体及人工移动散射体。1997年， 他与他的同事们证明了手性特征（光学旋转与光学二分性）可以在无限薄的复合材料中实现（在不破坏镜面对称性的前提下）。这种现象随之被称作平面手性，并且几乎同时被 Nikolay I. Zheludev 研究团队发现。

### 手性消失与负折射率
在二十世纪科学史上，反向波介质的概念（电磁波的群速度与相速度反向）已被多位科学家提出过，如阿瑟·舒斯特、賀拉斯·蘭姆、列昂尼德·曼德爾施塔姆、維克托·韋謝拉戈等。然而，由于自然界中不存在这种材料，直到2000年以后 David R. Smith 第一次在实验上验证了负折射率超材料，这个概念随之引起了广泛的兴趣。2003年，特列季亚科夫教授与他的同事们发现了在手性消失材料中（相对介电常数及磁导率远远小于手性参数）也可以实现电磁波的反向传播。2004年，約翰·彭德里团队在独立研究的情形下也发现了这种现象，其成果在《科學》期刊上发表。

### 宽带隐身技术
多年来，基于变换光学的电磁隐身技术受到窄带及高损耗的限制。特列季亚科夫教授的研究团队利用简易的金属盘实现了对柱形体的宽带与低损隐身。这种技术摆脱了用传统超材料实现隐身的概念（渐变介电常数与磁导率）。

### 金属导线介质的强空间色散
2003年，特列季亚科夫教授团队证明了金属导线介质具有强烈的空间色散特性，这种人工材料不能用材料的本构参数来表征。金属导线阵列的强空间色散特性有望被广泛应用于亚波长成像及长距离图像传播。

### 超透镜
約翰·彭德里教授于2000年首次提出超透镜的概念并在理论上证明了在反向介质（具有负磁导率及负介电常数）中可以实现亚波长光学分辨率。2003年， Stanislav Maslovski 与特列季亚科夫提出超透镜的实现无需反向介质。他们在理论上证明了两个具有特定边界条件的平行平面可以实现相同的功能， 并指出非线性及有源材料可以满足这种特定的边界条件。2004年，他们在实验上验证了对隐失波的放大。

### 高阻抗表面
高阻抗表面又被称作人工磁导体，在一定带宽内，高阻表面的等效输入阻抗为无穷大，可以被应用于新型低剖面天线等电磁结构。2008年，特列季亚科夫教授团队建立周期性金属条与方形阵列的阻抗特性的精确解析模型，这个解析模型被广泛地应用于各种频率选择表面，吸波体，超材料天线等电磁结构。此外，特列季亚科夫教授蘑菇状高阻表面结构的空间色散特性的研究做出了重要贡献。近几年来，他集中在薄复合材料的电磁建模及应用上，尤其是提出了系统的理论模型用于实现对波束的任意控制。